# René-Eleuthère Fontaine de Cramayel
René-Éleuthère Fontaine, marquis de Cramayel (24 juillet 1789, Moissy-Cramayel - 6 février 1863, Paris), est un général et homme politique français.

## Biographie

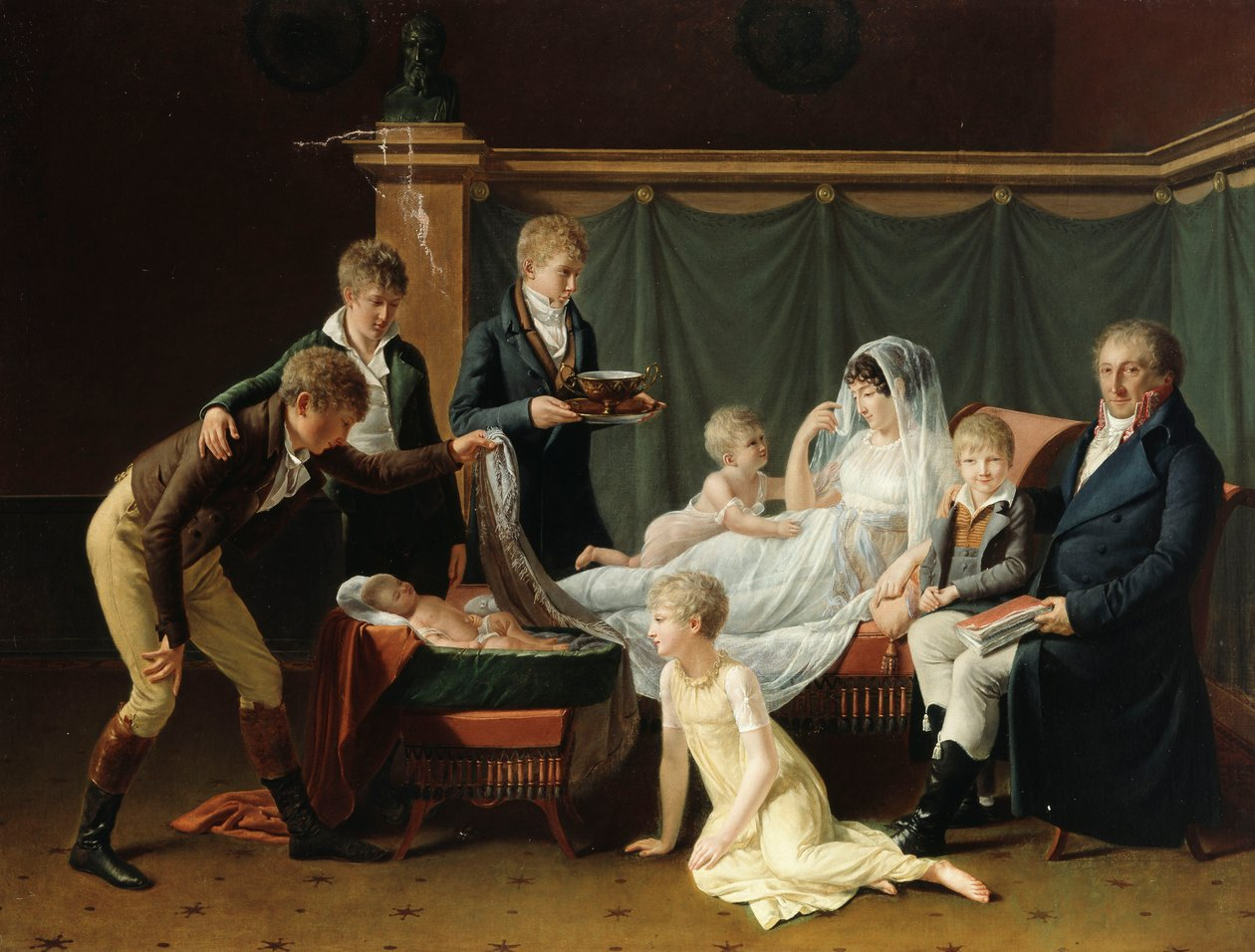
Portrait de famille de Jean-François Fontaine de Cramayel, de son épouse et de leurs sept enfants, dont René-Eleuthère, vers 1803

Il est le fils de Jean-François Fontaine de Cramayel, président du Conseil général de Seine-et-Marne, introducteur des ambassadeurs et préfet du palais de Napoléon Ier, et de Joséphine de Folard, et le petit-fils du fermier général François Fontaine de Cramayel. 
Il est élève de l'École de Fontainebleau en 1805. Il en sort sous-lieutenant du 23e dragons en 1806, passe lieutenant en 1809, aide de camp du général Lagrave, puis du maréchal Macdonald en 1810, et capitaine et chef d'escadron en 1813. 
Passé au corps d'état-major en 1818, il est promu colonel en 1831, maréchal de camp en 1839 et général de division en 1845.
Il devient directeur de l'école d'application d'état-major et inspecteur général des écoles militaires, puis prend la présidence du comité d'état-major et entre au comité d'infanterie en 1852.

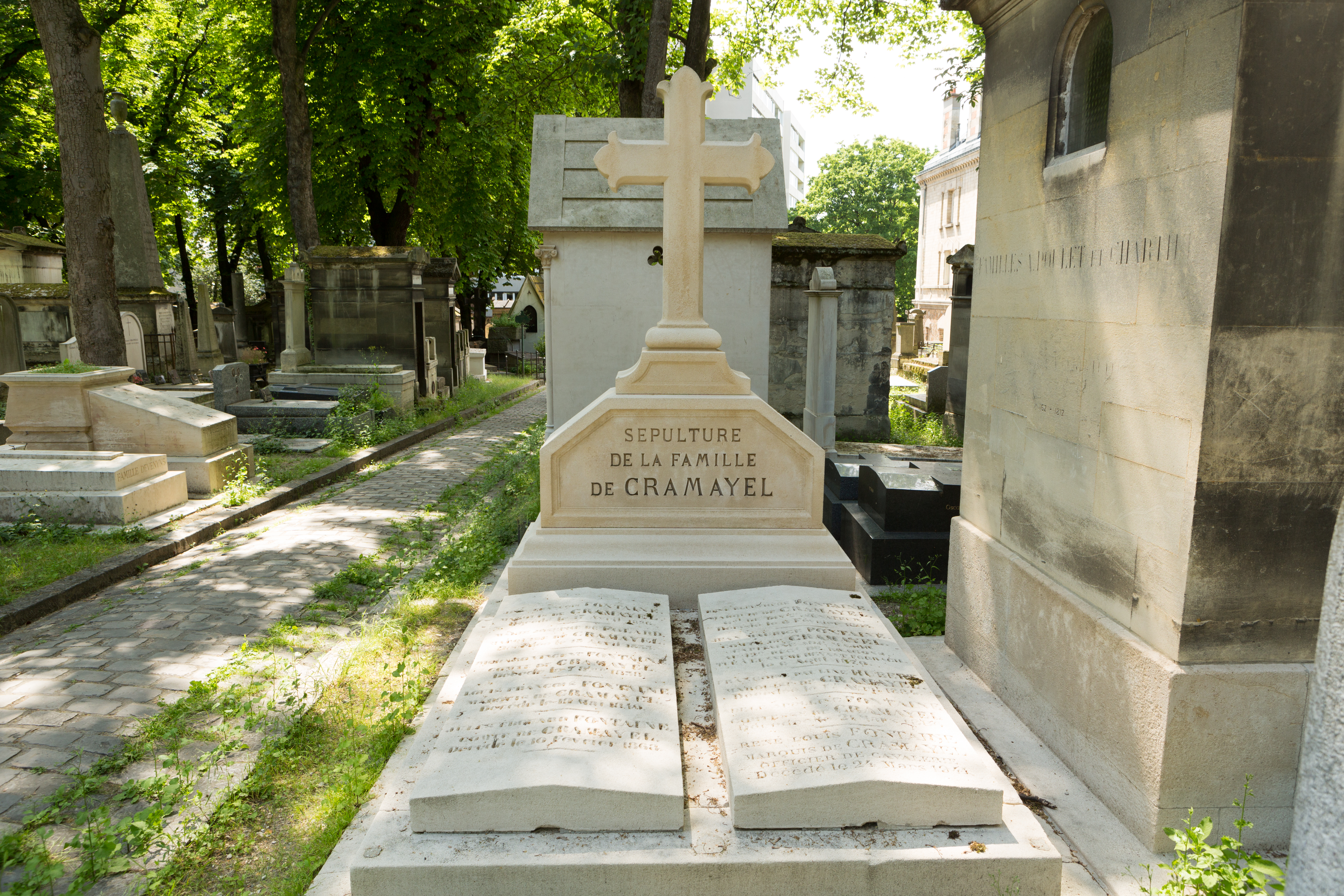
Tombe au cimetière du Père-Lachaise.

Il est nommé sénateur en 1854, où il siège dans la majorité dynastique. Il meurt le 6 février 1863 en son domicile dans le 7e arrondissement. Il est enterré au cimetière du Père-Lachaise (9e division).

## Sources
- « Cramayel (René-Éleuthère Fontaine, marquis de) », dans Adolphe Robert et Gaston Cougny, Dictionnaire des parlementaires français, Edgar Bourloton, 1889-1891 [détail de l’édition] (lire en ligne)
- « CRAMAYEL René-Éleuthère Fontaine », sur senat.fr (consulté le 25 septembre 2017)